# Taylor Hicks
Taylor Reuben Hicks (Birmingham, 7 ottobre 1976) è un cantante statunitense, vincitore della quinta edizione del talent show statunitense American Idol.

## Biografia e carriera
Hicks inizia la propria carriera nell'industria discografica giovanissimo, esibendosi negli Stati Uniti del sud-est per quasi dieci anni. Inizialmente Hicks fa parte di un gruppo musicale chiamato Passing Through, che in seguito lascerà per formarne uno proprio. Hicks pubblica due album indipendenti: In Your Time nel 1997 e Under the Radar nel 2005.
Taylor Hicks arriva alla fama nel 2006, quando vince la quinta edizione del talent show American Idol. La vittoria per Hicks avviene il 24 maggio 2006 totalizzando oltre 63.4 milioni di voti e davanti a duecento milioni di telespettatori. Con i suoi ventinove anni, Hicks è il concorrente più vecchio ad aver vinto la trasmissione.
Dopo aver vinto American Idol, il cantante ottiene un contratto con la Arista Records di proprietà di Simon Fuller, direttore creativo di American IDol, grazie alla quale pubblica il suo primo album Taylor Hicks, uscito nei negozi il 12 dicembre 2006 e che arriva sino alla seconda posizione della classifica Billboard 200. Il 17 gennaio 2007 l'album viene certificato disco di platino. Il suo singolo di debutto Do I Make You Proud entra nella classifica Billboard Hot 100 direttamente alla prima posizione e viene certificato disco d'oro dalla RIAA. Taylor Hicks contemporaneamente compare nei concerti di Snoop Dogg, Widespread Panic e Willie Nelson fra gli altri.
Nel gennaio 2008 l'Arista Records ha rescisso il contratto di Hicks. Intanto Taylor Hicks lavora nel musicale Grease nel ruolo di Angel, originariamente interpretato da Alan Paul. Nel luglio 2007, Taylor Hicks ha pubblicato la sua autobiografia Heart Full of Soul: An Inspirational Memoir About Finding Your Voice and Finding Your Way.
Il secondo album di Hicks The Distance è stato pubblicato il 10 marzo 2009, anticipato dal singolo What's Right Is Right, in rotazione radiofonica dal 27 gennaio 2009. L'album è stato pubblicato attraverso l'etichetta fondata da Hicks, la Modern Whomp Records. Il secondo singolo estratto dall'album The Distance è stato presentato il 29 aprile 2009 sul palco della nona edizione di American Idol.

## Discografia

### Album
- 2006 - Taylor Hicks
- 2008 - Early Works
- 2009 - The Distance

### Singoli
- 2006 - Do I Make You Proud
- 2007 - Just to Feel That Way
- 2007 - Heaven Knows
- 2009 - What's Right Is Right
- 2009 - Seven Mile Breakdown
- 2010 - SOS (Save My Body, Save My Soul)